# Juan Bautista Alfonseca
Juan Bautista Alfonseca de Baris (* 1810 in Santo Domingo; † 1875) war ein dominikanischer Komponist und Kapellmeister.
Der musikalische Autodidakt Alfonseca galt seinen Zeitgenossen als "Vater der dominikanischen Musik". Er war der erste Komponist, der die Rhythmen des Merengue und der Mangulina in die klassische Ballroom Music integrierte. Im Jahr der ersten Unabhängigkeit 1844 komponierte er die erste dominikanische Nationalhymne nach einem Text von Félix María del Monte. Zur gleichen Zeit wurde er Leiter der ersten Militärband von Santo Domingo. 1846 wurde er zunächst zum Musikinstruktor der Militärband im Rang eines Hauptmanns, dann zum Direktor der Band im Rang eines Leutnants ernannt. Ab 1852 gab die Militärband unter Alfonsecas Leitung regelmäßige Konzerte. Neben Merengues, Mangulinas, Walzern, Mazurken und Danzas komponierte Alfonseca auch zwei Messen und ein Miserere.